# Мацумото, Яёй
Яёй Мацумото (яп. 松本 弥生 Мацумото Яёй, р.8 марта 1990) — японская пловчиха, призёрка Азиатских игр.

## Биография
Родилась в 1990 году в Сидзуоке. В 2010 году завоевала две серебряные и одну бронзовую медали Азиатских игр. В 2012 году приняла участие в Олимпийских играх в Лондоне, но там заняла лишь 7-е место в эстафете 4×100 м вольным стилем и 8-е — в эстафете 4×200 м вольным стилем. В 2014 году стала бронзовой призёркой Транскихоокеанского чемпионата и серебряной призёркой Азиатских игр.